# San Miguel de Villapedre
Villapedre (llamada oficialmente San Miguel de Vilapedre) es una parroquia y una aldea española del municipio de Sarria, en la provincia de Lugo, Galicia.

## Otras denominaciones
La parroquia también es conocida por el nombre de San Miguel de Villapedre.

## Organización territorial
La parroquia está formada por once entidades de población, constando siete de ellas en el nomenclátor del Instituto Nacional de Estadística español:
- A Vila
- Calleiros
- Carballo (O Carballo)
- Ladruga
- Mesón (O Mesón)
- Orden (Orde)
- Pacio (Pacios)
- San Mateo
- Souteiro
- Valadares
- Vilapedre

## Demografía

### Parroquia
| Gráfica de evolución demográfica de Villapedre (parroquia) entre 2000 y 2021 |
|                                                                              |
| Datos según el nomenclátor publicado por el INE.                             |

### Aldea
| Gráfica de evolución demográfica de Vilapedre (aldea) entre 2000 y 2021 |
|                                                                         |
| Datos según el nomenclátor publicado por el INE.                        |